# Le Grand cheval
Le Grand cheval est une gravure sur cuivre au burin datée de 1505, de l'artiste de la Renaissance allemande Albrecht Dürer (1471-1528).

## Objet
Dürer grave Le Grand cheval en 1505, soit la même année que Le Petit cheval, qui apparait tout à la fois comme son pendant et son opposé. Alors que Le Petit Cheval est l'aboutissement des réflexions de l'artiste sur les proportions de l'animal et est marqué par une recherche d'idéal classique, Le Grand cheval se présente comme une étude d'après nature où Dürer réalise une représentation minutieuse des détails anatomiques de l'animal, notamment dans le traitement des jambes, de la crinière et de la queue.

## Description
Le Grand cheval relève d'une savante construction : l'angle de vue singulier choisi par Dürer, qui opte pour une représentation de trois quarts dos, crée un saisissant effet de raccourci qui met en valeur la croupe imposante de l'animal, de surcroît légèrement surélevée par rapport à l'échine, ainsi que sa puissante musculature.

## Postérité
Lucas Cranach l'Ancien  reprend le motif du cheval vu de dos dans son Jugement de Pâris (1508).
En Italie, Giovanni Antonio da Brescia grave une estampe largement inspirée de celle de Dürer vers 1510-1520, tandis que Benedetto Montagna propose une copie plus fidèle encore. Hans Baldung introduit une référence évidente au Grand cheval dans Le Palefrenier ensorcelé.